# 749
سنة 749 م كانت سنة بسيطة تبدأ يوم الأربعاء (الرابط يظهر نموذج التقويم الكامل للسنة) من التقويم اليولياني. بدأت تسمية السنة ب749 منذ العصور الوسطى المبكرة، عندما أصبح تقويم أنو دوميني هو الأسلوب السائد في أوروبا لتسمية السنوات.

## مواليد
- محمد بن الحسن الشيباني مهندس الفقه الإسلامي الأول

## وفيات
- جيزولف الثاني من بينيفنتو
- جيوكي عالم رسم خرائط ياباني
- فبرونيا السورية
- قحطبة بن شبيب
- يوحنا الدمشقي الراهب والقديس السوري في القرن الثامن